# Nakajima Ki-115
Nakajima Ki 115 Tsurugi (jap. miecz) – japoński specjalny samolot szturmowy, przeznaczony do ataków samobójczych, z okresu II wojny światowej.

## Historia
Japońskie dowództwo zdawało sobie sprawę, że prędzej czy później nastąpi amerykańska inwazja na japońskie wyspy macierzyste. Rozpoczęto przygotowania do obrony. Wszystkie zdolne do lotu samoloty miały zostać użyte do samobójczych ataków na flotę inwazyjną. Okazało się jednak, że japońska armia dysponuje zbyt małą liczbą maszyn. 20 stycznia 1945 firma Nakajima otrzymała zamówienie na opracowanie jednorazowego samolotu, łatwego w produkcji, obsłudze i pilotażu. Prace rozpoczęto przy współpracy z Instytutem Badawczym w Mitaka. Głównym konstruktorem maszyny był inż. Kunihiro Aoki z firmy Nakajima. Budowę pierwszego prototypu Ki-115.01, ukończono w marcu 1945. Przystąpiono od razu do prób w locie, które początkowo zakończyły się niepowodzeniem. Przyczyną była zbyt mała powierzchnia nośna skrzydeł oraz brak klap. Problemem było też podwozie, które nie posiadało hamulców i amortyzacji. W czerwcu 1945 prototyp wyposażono w uproszczone klapy i amortyzację podwozia. Tak przebudowany samolot przeszedł próby w locie i został skierowany do produkcji. Zbudowano ich 104 w wersji Ki-115 Ko. Żaden z nich nie został wykorzystany bojowo.
Planowano też produkcję wersji Ki-115 Otsu. Miała ona większą powierzchnię skrzydeł oraz normalne klapy. Inaczej była w nim usytuowana kabina pilota. Projekt nie został zrealizowany z powodu zakończenia wojny.
Konstrukcja ta nie była w ogóle znana wywiadowi amerykańskiemu. Nie zostało jej przydzielone oznaczenie kodowe.

## Opis konstrukcji
Nowa maszyna miała, z założenia, być przystosowana do produkcji w małych warsztatach rzemieślniczych, przez niewykwalifikowanych robotników, przy użyciu dostępnych materiałów. Samolot miał konstrukcję mieszaną. Skrzydła zbudowane były ze stopów aluminium. Kadłub posiadał szkielet spawany z rur stalowych. Przód był pokryty blachą duraluminiową. Reszta kadłuba – blachą stalową. Usterzenie miało konstrukcję drewnianą, pokrytą sklejką. Stery i lotki były pokryte płótnem. Łoże silnika przystosowane było do zabudowy różnych silników gwiazdowych. Wszystkie zbudowane samoloty posiadały silniki Nakajima Ha-115-II. Maszyna posiadała stałe podwozie, spawane z rurek stalowych. W seryjnych samolotach nie posiadało ono amortyzacji, a jedynie hamulce. Było ono odrzucane po starcie. Pilot zajmował miejsce w otwartej kabinie, osłoniętej wiatrochronem. Miał do dyspozycji jedynie najniezbędniejsze przyrządy pokładowe. We wnęce pod kadłubem podwieszana była jedna bomba lotnicza, która wystawała częściowo poza jego obrys.